# Stanisław Pewnicki (polityk)
Stanisław Pewnicki, ps. „Olszyna” (ur. 2 lipca 1894 w Micigoździe, zm. 1961) – polski działacz polityczny związany z ruchem ludowym.

## Życiorys
Ukończył 6 klas Szkoły Handlowej w Kielcach (1910). Odbywał praktykę w gorzelni w majątku Promyk, później do 1914 pracował jako gorzelnik w majątku Górno. Został sekretarzem gminy Snochowice, gdzie zorganizował gminną spółdzielnię spożywców i był jej prezesem. W 1919 powołany na lustratora spółdzielni należących do Związku Polskich Spółdzielni Spożywców RP w Warszawie. Pracował na tym stanowisku do 1921, z przerwą na 6-miesięczną służbę wojskową. Następnie był kierownikiem Okręgowej Spółdzielni Spożywców w Chmielniku i kierownikiem Powszechnej Spółdzielni Spożywców w Sosnowcu (1923–1925) oraz kierownikiem Powszechnej Spółdzielni Spożywców w Będzinie (do 1927). Od 1927 do 1935 pracował jako buchalter i członek zarządu Powszechnej Spółdzielni Spożywców w Kielcach. Był też prezesem zarządu i kierownikiem handlowym Rzemieślniczej Spółdzielni Krawców i Kuśnierzy w Kielcach (do 1943). Do lipca 1945 był pracownikiem Spółdzielni Rolniczo-Handlowej w Żarkach.

Był członkiem PSL „Wyzwolenie” (od 1922) oraz SL. W czerwcu 1945 został członkiem prezydium Wojewódzkiego Zarządu SL w Katowicach. Był honorowym instruktorem oraz członkiem Zarządu Wojewódzkiego ZMW „Wici” w Kielcach. Współorganizował również Bataliony Chłopskie w Żarkach. Był prezesem Gminnej Rady Narodowej w Żarkach, członkiem Powiatowej Rady Narodowej w Zawierciu oraz Prezydium Wojewódzkiej Rady Narodowej na okręg Śląsko-Dąbrowski. 2 stycznia 1946 objął mandat posła do Krajowej Rady Narodowej. W 1947 był współzałożycielem stowarzyszenia pod nazwą Wojewódzki Związek Młodzieży „Wici” w Katowicach.

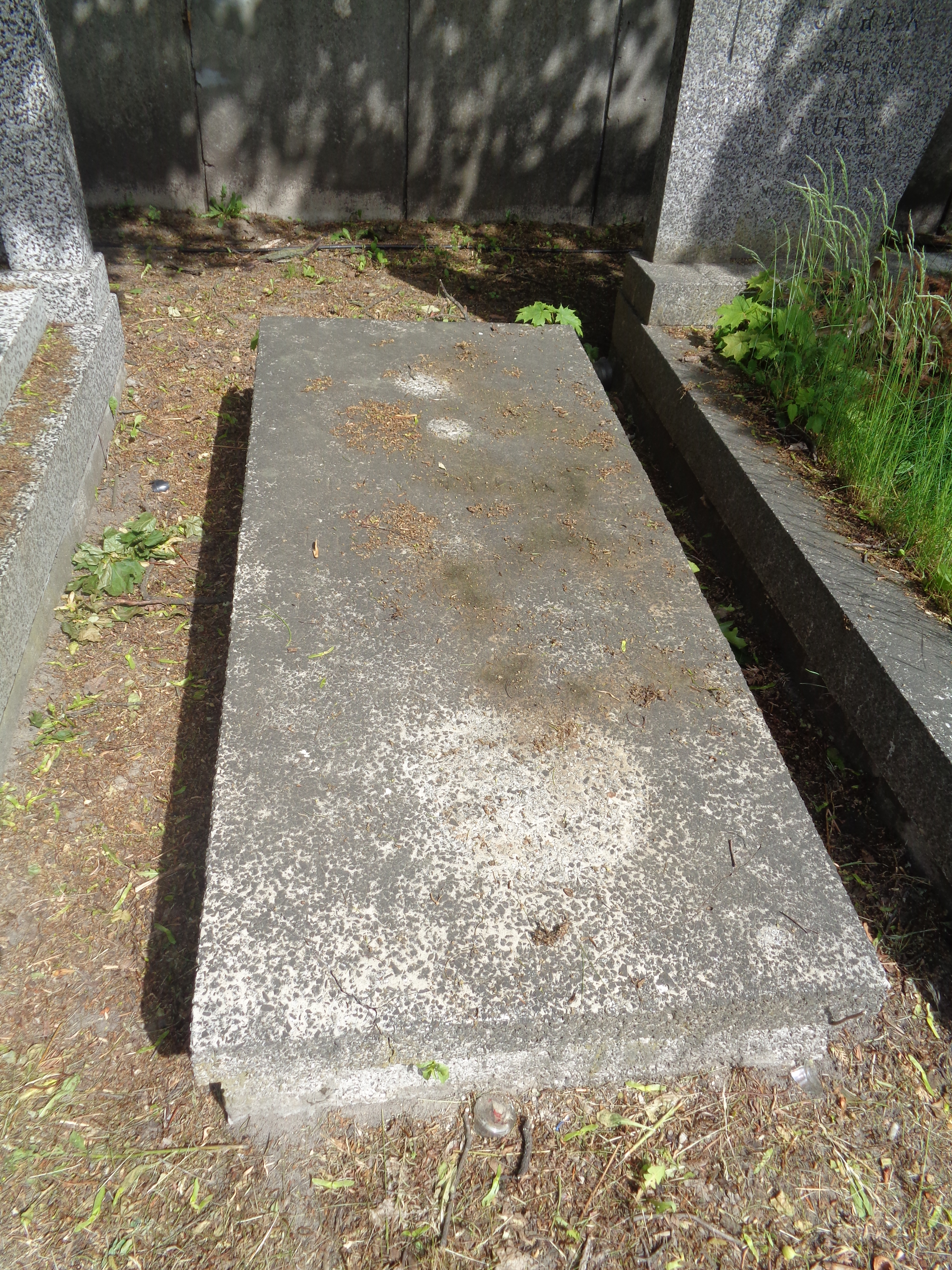
Nagrobek Stanisława Pewnickiego na cmentarzu Wojskowym na Powązkach

Pochowany na cmentarzu Wojskowym na Powązkach w Warszawie (kwatera P-1-49).

## Ordery i odznaczenia
- Złoty Krzyż Zasługi (18 stycznia 1946)[8]
- Medal 10-lecia Polski Ludowej (31 maja 1955)[9]